# Rhetus angustifascia
Rhetus angustifascia är en fjärilsart som beskrevs av Percy I. Lathy 1932. Rhetus angustifascia ingår i släktet Rhetus och familjen Riodinidae. Inga underarter finns listade.